# Chave inglesa
Chave inglesa ou chave ajustável é uma ferramenta que facilita mecanicamente a aplicação do torque para girar parafusos e porcas.
Tem como principal característica poder assumir diferentes tamanhos de fenda, por meio da regulagem da distância das mandíbulas.

## Formas e nomes
Em parte da Europa (Portugal, França, Alemanha, Espanha e Itália) e no Brasil, é denominada "chave inglesa" devido à invenção de 1842 de Richard Clyburn, um engenheiro inglês que criou uma ferramenta com característica de ajustabilidade. Tempos depois, devido a melhorias concebidas em sua versão da chave inglesa, que permitia ajustar o tamanho da fenda a partir apenas das mandíbulas; a ferramenta também podia ajustar o ângulo e travar, em 22 de setembro de 1885, Enoch Harris recebeu a patente 326868 para sua chave inglesa, chave esta que é a base das chaves inglesas atuais. Em outros países, como a Rússia, Dinamarca, Polônia e Israel, referencia-se a ferramenta como "chave sueca", devido à aquisição da patente em 1891 pelo inventor sueco Johan Petter Johansson.
A imagem mostra partir de baixo:
1. A primeira chave "sueca" de 1892 da empresa "Enköping Mekaniska Verkstad";
2.  Chave "sueca" de 1910 melhorada;
3. Chave "sueca" de 1914;
4. Chave "sueca" de 1945, com novo ângulo;
5. Chave "sueca" de 1984, com melhor ergonomia;
6. Chave "sueca" de 1992.